# بينتسفيل (كنتاكي)
بينتسفيل (بالإنجليزية: Paintsville, Kentucky)‏ هي مدينة تقع في مقاطعة جونسون بولاية كنتاكي في وسط جنوب شرق الولايات المتحدة. تأسست عام 1834، تبلغ مساحة هذه المدينة 130.6 (كم²)، وترتفع عن سطح البحر 187 م، بلغ عدد سكانها 3459 نسمة في عام 2010 حسب إحصاء مكتب تعداد الولايات المتحدة وتصل الكثافة السكانية فيها 254.4 نسمة/كم2.

## جغرافيا
تقع بينتسفيل عند 37°48′41″N 82°48′24″W (37.811324, −82.806780) في الأراضي السفلية عند التقاء بينت كريك وليفيسا فورك لنهر بيج ساندي وسط سفوح نهر ساندي. جبال الآبالاش في هضبة كمبرلاند. وفقًا لمكتب الإحصاء الأمريكي، تبلغ المساحة الإجمالية للمدينة 5.3 ميلًا مربعًا (14 كم2)، وكلها أراضٍ.

## أعلام
- أندرو جاكسون كيرك
- ريتشارد توماس
- كريستال غايل
- فيلي بلير

## وصلات خارجية
- www.cityofpaintsville.net
- The US50 - Cities and Towns in Kentucky State